# Кицшер
Кицшер (њем. Kitzscher) град је у њемачкој савезној држави Саксонија. Једно је од 41 општинског средишта округа Лајпциг. Према процјени из 2010. у граду је живјело 5.729 становника. Посједује регионалну шифру (AGS) 14729220.

## Географски и демографски подаци
Кицшер се налази у савезној држави Саксонија у округу Лајпциг. Град се налази на надморској висини од 150 метара. Површина општине износи 29,0 km². У самом граду је, према процјени из 2010. године, живјело 5.729 становника. Просјечна густина становништва износи 198 становника/km².